# Zbigniew Żupnik
Zbigniew Żupnik, né le 26 mai 1951 à Cracovie et mort le 27 juillet 2000 à Cracovie, est un peintre polonais. Il fit des études de peinture à l'École des beaux-arts de Cracovie où son maître fut le professeur Adam Marczyński. Il créa de nombreux dessins et peintures.

## Expositions
- Individuelles:
  - 1977 – Cracovie

- Collectives:
  - 1977 – Cracovie, Dyplomaci II (Diplomates II)
  - 1980 – Cracovie, Warsztaty (Les ateliers)
  - 1980 – Paris, L'art des jeunes, à l'Institut polonais de Paris[2].
  - 1980 – Łódź, Sztuka młodych (L'art des jeunes)